# Alabonia herculeella
Alabonia herculeella is een vlinder uit de familie sikkelmotten (Oecophoridae). De wetenschappelijke naam is voor het eerst geldig gepubliceerd in 1903 door Walsingham.
De soort komt voor in Europa.